# Lucie Debay
Lucie Debay (Le Mans, 2 marzo 1985) è un'attrice belga con cittadinanza francese.

## Biografia
Nata a Le Mans da padre belga e madre francese, cresce tra la Francia e l'estero, laureandosi all'Institut national supérieur des arts du spectacle et des techniques de diffusion di Bruxelles nel 2009. Dopo avere mosso i primi passi a teatro, si fa notare al cinema come co-protagonista di Melody (2014), per il quale vince il premio Magritte per la migliore promessa femminile. Nel 2019, riceve il premio Magritte per la migliore attrice non protagonista grazie alla sua interpretazione nel film Le nostre battaglie, a fianco a Romain Duris.

## Filmografia parziale
- Avant l'hiver, regia di Philippe Claudel (2013)
- Un re allo sbando (Le Roi des Belges), regia di Peter Brosens e Jessica Woodworth (2016)
- Lola Pater, regia di Nadir Moknèche (2017)
- Le nostre battaglie (Nos Batailles), regia di Guillaume Senez (2018)
- La folle vita (Une vie démente), regia di Ann Sirot e Raphaël Balboni (2020)
- La sindrome degli amori passati (Le Syndrome des amours passées), regia di Ann Sirot e Raphaël Balboni (2023)
- Augure - Ritorno alle origini (Augure), regia di Baloji (2023)

## Riconoscimenti
- Premio Magritte
  - 2016 – Migliore promessa femminile per Melody
  - 2018 – Candidatura alla migliore attrice per Un re allo sbando
  - 2018 – Candidatura alla migliore attrice non protagonista per La Confession
  - 2019 – Migliore attrice non protagonista per Le nostre battaglie
  - 2022 – Candidatura alla migliore attrice per La folle vita
  - 2023 – Candidatura alla migliore attrice per Lucie perd son cheval
  - 2024 – Candidatura alla migliore attrice per La sindrome degli amori passati
  - 2024 – Candidatura alla migliore attrice non protagonista per Augure - Ritorno alle origini
- Montreal World Film Festival
  - 2014 – Migliore attrice per Melody

## Doppiatori italiani
Nelle versioni in italiano delle opere in cui ha recitato, Lucie Debay è stata doppiata da:
- Federica De Bortoli in Le nostre battaglie
- Chiara Francese in Un re allo sbando
- Valentina Mari in La sindrome degli amori passati
- Valentina Pollani in La folle vita